# جيري أندرسون
جيري أندرسون (بالإنجليزية: Gerry Anderson) (و. 1929 – 2012 م) هو مخرج تلفزيوني، ومخرج أفلام، ومنتج أفلام، ومونتير، وكاتب سيناريو، وكاتب، ومنتج تلفزيوني بريطاني، ولد في بلومزبري، توفي في هنلي أون تيمز، عن عمر يناهز 83 عاماً، بسبب مرض آلزهايمر.

## جوائز
حصل على جوائز منها:
- عضو رتبة الإمبراطورية البريطانية.

## وصلات خارجية
- جيري أندرسون على موقع IMDb (الإنجليزية)
- جيري أندرسون على موقع روتن توميتوز (الإنجليزية)
- جيري أندرسون على موقع ألو سيني (الفرنسية)
- جيري أندرسون على موقع ميوزك برينز (الإنجليزية)
- جيري أندرسون على موقع أول موفي (الإنجليزية)
- جيري أندرسون على موقع قاعدة بيانات الأفلام السويدية (السويدية)
- جيري أندرسون على موقع ديسكوغز (الإنجليزية)
- جيري أندرسون على موقع قاعدة بيانات الفيلم (الإنجليزية)
- جيري أندرسون على موقع كينوبويسك (الروسية)